# RaiSat 1
RaiSat 1 - Cultura e spettacolo è stato un canale televisivo satellitare gratuito dedicato alla cultura e allo spettacolo, edito da Rai e curato dalla sua direzione RaiSat.

## Storia e palinsesto
Nasce nel 1997, insieme agli altri canali di RaiSat, all'epoca struttura della Rai che si occupava dei primi canali trasmessi via satellite.
Il suo palinsesto comprendeva rassegne di film d'autore, esecuzioni integrali di opere e concerti, riprese di spettacoli teatrali realizzate specificamente per la televisione, documentari internazionali a sfondo sociale e culturale.
Il palinsesto durava in totale 6 ore, e veniva ritrasmesso durante la giornata per 4 volte per un totale di 24 ore e ogni giorno della settimana aveva una tematica differente; venivano mandati in onda così anche rubriche di approfondimento musicale e cinematografico oltre ad inchieste e vari magazine che riproponevano materiale delle Rai Teche.
Nel 1999, con l'affermarsi della pay TV e lo scorporamento di RaiSat, viene sostituito da RaiSat Art e viene inserito all'interno dell'offerta satellitare a pagamento di Telepiù.